# ワン・ザ・ウーマン
『ワン・ザ・ウーマン』（原題：원 더 우먼、英題：One the Woman）は、2021年9月17日から同年11月6日まで韓国・SBSで放送されたテレビドラマ。ドッペルゲンガーの2人を巡って、繰り広げるロマンティック・アクションコメディ。

## ストーリー
不正のためなら暴力も行う検事チョ・ヨンジュは事故に遭い、目が覚めると財閥・ハンジュグループの嫁であるカン・ミナ（イ・ハニ）と入れ替わっていた。
一方、ミナの元婚約者ハン・スンウク（イ・サンユン）は、父の不可解な死の真相を暴くために、海外から韓国に帰国したが…。

## キャスト

### メイン
チョ・ヨンジュ：イ・ハニ（一人二役）
ヒロイン。検事で暴力団長の娘。
ソウル大学法学部卒で秀才な成績を収めたことがある。
カン・ミナ：イ・ハニ（一人二役）
ユミングループ会長の婚外子。ハンジュグループ次男の嫁。
実家や嫁ぎ先で冷たい扱いをされてきた。ヨンジュと体が入れ替わる。
ハン・スンウク：イ・サンユン
ハンジュグループ前会長の孫。
父は有力な後継者だったが、謎の死を遂げた。婚約者のミナまで失う。
ハン・ソンへ：チン・ソヨン
ハンジュグループ現会長の長女。ミナの小姑。
ハンジュグループの後継者の座を狙う。
アン・ユジュン：イ・ウォングン
ヨンジュの同期である検事。
ヨンジュのことがやがて、気になる。